# خيسوس إيزكيرا
خيسوس إيزكيرا (بالإسبانية: Jesús Ezquerra)‏ هو دراج إسباني، ولد في 30 نوفمبر 1990 في سانتاندير في إسبانيا.

## وصلات خارجية
- خيسوس إيزكيرا على موقع الاتحاد الدولي للدراجات (الإنجليزية)
- خيسوس إيزكيرا على موقع أرشيف الدراجات (الإنجليزية)
- خيسوس إيزكيرا على موقع إحصائيات الدراجات الإحترافية (الإنجليزية)
- خيسوس إيزكيرا على موقع نسبة الدراجات (الإنجليزية)